# Rozenkoning
Rozenkoning is een bordspel voor twee personen, bedacht door Dirk Henn en uitgegeven door 999 Games. Het betreft een tactisch machtsspel dat speelt ten tijde van de beruchte oorlogen tussen Lancaster en York, waarbij de spelers proberen een zo groot mogelijk gebied in hun macht te krijgen.

## Doel van het spel
Het doel van het spel is het behalen van zo veel mogelijk punten door middel van het bemachtigen van een zo groot mogelijk aaneengesloten gebied.

## Verloop van het spel
Iedere speler ontvangt bij aanvang van het spel 5 kaarten waarop een aantal stappen en een richting zijn aangegeven. Door het uitspelen van deze kaarten beweegt men zich voort over het spelbord en het gebied dat hierbij bereikt wordt komt onder de macht van de betreffende speler te vallen. Zo'n bezet gebied wordt gemarkeerd met een speelsteen (machtssteen) in de kleur van de speler. De kaarten die beide spelers in het bezit hebben liggen open op tafel waardoor men de mogelijkheden en onmogelijkheden voor de tegenstander kan inschatten.
Bezette gebieden van dezelfde kleur die horizontaal of verticaal aan elkaar grenzen vormen een aaneengesloten gebied. Dit geldt niet voor gebieden die diagonaal aan elkaar grenzen. Voor een aaneengesloten gebied wordt aan het eind van het spel een puntenscore toegekend. De speler met de meeste punten wint dan ook het spel.
Naast de mogelijkheid om nieuwe gebieden in te nemen en te markeren met een machtssteen beschikt iedere speler tevens over een viertal heldenkaarten. Met behulp van deze kaarten mag een speler een beweging uitvoeren waarbij hij of zij terechtkomt op een veld dat al door de tegenspeler is bezet. Door het spelen van deze heldenkaart mag de machtssteen van de tegenspeler vervangen worden door een machtssteen in de eigen kleur. Een belangrijke reden om een dergelijke actie te spelen is dat hiermee in sommige gevallen een aaneengesloten gebied van de tegenspeler kan worden gebroken in twee kleiner gebieden, die een lagere puntenscore opleveren.

## Puntenscore
De punten die aan elk gebied worden toegekend worden berekend door het aantal velden dat dit gebied beslaat met zichzelf te vermenigvuldigen. Zo levert een gebied van 4 velden dus 4x4= 16 punten op. Dit is dus een hogere score dan wanneer men twee gebieden van 2 velden in het bezit heeft (2x2= 4 en dus 8 punten in totaal).

## Hulptabel voor de puntentelling
| Grootte van het gebied | Puntenwaarde |  | Grootte van het gebied | Puntenwaarde |
| ---------------------- | ------------ |  | ---------------------- | ------------ |
| 1                      | 1            |  | 14                     | 196          |
| 2                      | 4            |  | 15                     | 225          |
| 3                      | 9            |  | 16                     | 256          |
| 4                      | 16           |  | 17                     | 289          |
| 5                      | 25           |  | 18                     | 324          |
| 6                      | 36           |  | 19                     | 361          |
| 7                      | 49           |  | 20                     | 400          |
| 8                      | 64           |  | 21                     | 441          |
| 9                      | 81           |  | 22                     | 484          |
| 10                     | 100          |  | 23                     | 529          |
| 11                     | 121          |  | 24                     | 576          |
| 12                     | 144          |  | 25                     | 625          |
| 13                     | 169          |  | 26                     | 676          |

## Spelkarakteristieken
| Onderwerp      |               |
| -------------- | ------------- |
| Aantal spelers | 2             |
| Leeftijd       | vanaf 10 jaar |
| Speelduur      | 30 minuten    |
| Speltype       | tactisch      |